# Vnetljiva tekočina

## Glavni kriterij za ocenjevanje nevarnosti
Glavne karateristike za ocenjevanje stopnje požarne in eksplozijske nevarnosti, ki jo pomenijo vnetljive tekočine so:
- plamenišče, to je najnižja temperatura, izražena v stopinjah celzija, pri tlaku 1 bar pri določenih preizkusnih pogojih, pri katerih se iz tekočine razvijejo hlapi v taki količini, da se pomešani z zrakom lahko vnamejo, če se nad površino pojavi vir vžiga. Če vir vžiga odstranimo, plamen ugasne.
- vrelišče vnetljive tekočine. Vrelišče je temperatura, pri kateri poteka pri danem tlaku izparevanje kapljevine ali utekočinjene pare. Čim nižje je vrelišče vnetljive tekočine, tem prej se prične intenzivnejše gorenje. Tekočine z nižjim vreliščem so torej nevarnejše kot tekočine z višjim vreliščem, čeprav imajo višje plamenišče.
- vžigna temperatura vnetljive snovi je najnižja temperatura, pri kateri se snov v plinski obliki ali v obliki hlapov, megle ali prahu, pomešana z zrakom, lahko vname ali eksplodira brez tujega vira vžiga
- eksplozijsko območje- gorljivi plini, hlapi megla in prah so v zmesi z zrakom samo v določenem območju koncentracij eksplozijsko nevarni. Eksplozijsko območje se izraža v volumskih procentih ali g/m3 gorljive snovi v zraku, ki ga omejujeta gornja ali spodnja eksplozijska meja. Nad zgornjo oz. spodnjo mejo vžig ne povzroča več eksplozije
- parni tlak,to je ravnovesni tlak nasičenih hlapov nad tekočino pri določeni temperaturi

## Razdelitev vnetljivih tekočin
Vnetljive tekočine se delijo glede na plamenišče na lahko vnetljive tekočine ki imajo parni tlak pod 3 bar in plamenišče pod 38 C, in na vnetljive tekočine ki imajo plamenišče nad 38 C. Nadalje se vnetljive tekočine delijo še glede na plamenišče in vrelišče na:
- lahko vnetljive tekočine. I. skupina na tekočine s plameniščem pod 38 C, se dele v tri podskupine. Na tekočine s plameniščem pod 23 C in vreliščno temperaturo pod 38 C ( 1 A ), na

tekočine s plameniščem pod 23 C in vreliščno temperaturo nad 38 C ( 1 B ) in na tekočine s plameniščem od 23 C do 38 C.:
- vnetljive tekočine ki se dele na  II. skupina to so tekočine s plameniščem od 38 C do 60 C. III. skupina to so tekočine s plameniščem nad 60 C in ki se dele v dve podskupini. Na tekočine s plameniščem od 60 C do 93 C ( III. A ) in na tekočine s plameniščem nad 93 C ( III. B )

## Splošni varnostni ukrepi pri delu z vnetljivimi tekočinami
Vnetljive tekočine I. in II. skupine
Vnetljive tekočine I. skupine so večinoma zelo hlapne in hlapi tvorijo z zrakom eksplozivne zmesi. Vnetljive tekočine II. skupine so hlapne in tvorijo pri povišani temperaturi okolice eksplozivne zmesi z zrakom; nekatere delujejo narkotično, močno razmaščujejo kožo in so zdravlju škodljive.
Pri ravnanju z vnetljivimi tekočinami I. in II. skupine moramo zagotoviti naslednje splošne varnostne ukrepe:
- skrbeti moramo za dobro prezračevanje prostora. Ker so hlapi večinoma težji od zraka izsesujemo iz spodnjih delov prostora. Zagotoviti moramo varnostne ukrepe pred statično elektriko. Eksplozijsko nevarno območje! Tla delovnih prostorov morajo biti odporna proti topilom. Imeti morajo možnost za izpiranje.
- V delovnem prostoru morajo biti stalno pripravljena gasilna sredstva, gasilna pregrinjala, steklenice za izpiranje oči. Mesta kjer hranimo priprave za takojšnjo pomoč, morajo biti jasno označena, in delavcem dobro poznana. Zasilni izhodi morajo biti stalno prosti.
- Uporabljamo po možnosti samo zaprte in ozemljene aparature. Hlapov ne smemo vdihavati. Izsesavanje na kraju nastanka! Posode ne smejo biti odprte. Na delovnih mestih lahko hranimo samo tolikšne količine snovi, ki so nujno potrebne za nemoten potek dela ene izmene.
- preprečiti moramo vse vire vžiga, kot so električne priprave, odprt plamen, vire toplote in iskre. Ne smemo uporabljati iskrečega orodja. Stroga prepoved kajenje in varjenja.
- ravnati se moramo po opozorilih in navodilih, napisanih na posodah oz. embalaži oz. priloženih od pošljatelja. Paziti moramo, da so posode in steklenice nepropustno zaprte in hranjene v dobro prezračevanem in hladnem prostoru. Hraniti jih moramo ločeno od lahko vnetljivih materialov ( papir, les, volna ) kot tudi snovi ki se vžgejo same od sebe, in snovi ki povzročajo požar. Posode iz zdrobljivega materiala uporabljamo samo do volumna 1 l, oz. v izrednih primerih do 5 l. Maksimalno polnjenje 95 %.
- pri prevozu steklenih posod ali posod iz neodporne plastične mase morajo biti posode v varstveni embalaži po možnosti iz negorljivega materiala in zavarovane s polnilom praznega prostora, da se posoda pri normalnih voznih pogojih ne more razbiti.
- pri polnjenju in praznjenju preprečimo prosti pad in brizganje tekočine. Posode in aparature ozemljimo. Črpalke, armature in ventili morajo biti v eksplozijsko varni izvedbi. Pipe morajo biti zavarovane. Uporabljamo samo priprave, obstojne proti topilom.
- tekočine so večinoma nevarne za vode. Odpadkov ne smemo zlivati v kanalizacijo, v vode ali po tleh, ampak jih zbiramo v pločevinastih posodah. Izlito tekočino moramo posesati z vezavnim sredstvom ( kemična pena ali ekspandirana sljuda) in potem tako kot odpadke predamo na določeno mesto za nevtralizacijo odpadkov.
- prepovedano je jesti, piti in shranjevati živež v delovnih prostorih.
- snovi pogosto močno razmaščujejo in dražijo kožo in oči. Brezpogojno moramo preprečiti stik s kožo in očmi. Obleko prepojeno s tekočino, moramo takoj zamenjati, le-ta pomeni povečano nevarnost požara in za zdravlje.
- po končanem delu si umijemo roke z vodo in milom ter namažemo z mastno kremo.
- pri ravnanju z velikimi količinami snovi uporabljamo proti ognju varno, antistatično zaščitno obleko, zaščitne rokavice in očala. Po potrebi zaščitimo dihalne organe z zaščitno masko s filtrom A. Pri večji koncentraciji hlapov daje popolno zaščito samo izolacijski aparat.
- zagotoviti moramo predhodno in nato periodično poučevanje in preizkušanje znanja delavcev iz tvarine varstva pri delu. Prepoved zaposlitve mladoletnih delavcev. Predpisani zdravniški pregledi.

Vnetljive tekočine III. skupine
Vnetljive tekočine III. skupine so večinoma težko hlapne. Pri močnem segrevanju tekočin se tvorijo z zrakom eksplozivne zmesi. V obliki aerosolov so snovi vnetljive tudi daleč pod svojim plameniščem. Deloma so škodljive zdravlju.
Splošni varnostni ukrepi, ki jih moramo zagotoviti pri ravnanju s tekočinami III. skupine so:
- zagotoviti moramo stalno čista delovna mesta. Tla delovnih prostorov morajo biti iz materiala, obstojnega proti topilom. Imeti morajo možnost za izpiranje, če je snov gosto tekoča, je še večja nevarnost spolzkosti.
- v delovnem prostoru mora biti stalno pripravljeno ustrezno število gasilnih aparatov, gasilno pregrinjalo, steklenice za izpiranje oči. Mesta, kjer hranimo priprave za takojšnjo pomoč morajo biti jasno označena in delavcem dobro poznana. Zasilni izhodi morajo biti stalno prosti.
- uporabljamo po možnosti pokrite posode. Na delovnih mestih hranimo samo tolikšne količine, ki so nujno potrebne za nemoten potek dela ene izmene.
- prepoved odprtega plamena v bližini obrata. Prepoved kajenja. Dela varjenja se lahko izvajajo samo pod strokovnim nadzorstvom in zagotovljenimi posebnimi varnostnimi ukrepi.
- ravnati se moramo po opozorilih in navodilih, napisanih na posodah oz. priloženih od pošljatelja. Paziti moramo, da so posode dobro zaprte, in shranjene v prezračevanem prostoru. Hranimo jih ločeno od velikih količin lahko vnetljivih snovi. Maksimalno polnjenje 95%.
- pri prevozu steklenih posod oz. posod iz zdrobljivega materiala morajo biti le-te v varstveni embalaži in zavarovane s polnilom za prazni prostor po možnosti iz negorljivega materiala.
- pri polnjenju in praznjenju izključimo prosti pad in brizganje. Uporabljamo samo priprave, ki so obstojne proti topilom. Pipe moramo zavarovati.
- tekočine so večinoma nevarne za vode. Odpadkov ne smemo zlivati v kanalizacijo, v vode ali po tleh, ampak jih zbiramo v pločevinastih posodah. Izlito tekočino moramo posesati z vezanim sredstvom in potem tako kot odpadke predamo na določeno mesto za nevtralizacijo odpadkov.
- prepovedano je jesti, piti in shranjevati živež v delovnih prostorih.
- preprečiti moramo stik snovi s kožo in obleko. Obleko, prepojeno s snovjo, takoj zamenjamo, saj le-ta pomeni povečano nevarnost za požar in zdravlje.
- snovi pogosto močno razmaščujejo kožo. Po končanem delu si umijemo roke z milom in vodo ter jih namažemo z mastno kremo.
- pri ravnanju z velikimi količinami snovi uporabljamo proti ognju varno, antistatično zaščitno obleko, zaščitne rokavice in očala. po potrebi zaščitimo dihalne organe z zaščitno masko s filtrom A.
- zagotoviti moramo predhodno in nato periodično poučevanje in preizkušanje znanja delavcev iz tvarine varstva pri delu. Prepoved zaposlitve mladoletnih

## Vnetljive tekočine in požari
Tekočine, ki jih uporabljamo in skladiščimo v bivalnih prostorih in lahko povzročijo požar so bencin, alkohol, razni razpršilci, laki, aceton, nitrolaki in razna topila. V gospodinjstvu jih lahko hranimo v ustreznih posodah ali rezervoarjih v namensko grajenih prostorih. Za gašenje požarov povzročenih z vnetljivimi tekočinami je potrben aparat namenjen za gašenje B razreda požarov.